# Petrovy Boudy
Petrovy Boudy (dříve Petrova bouda, hovorově též jako Petrovka, původní německý název Peterbaude) je komplex horských bud v Krkonoších na Prostředním hřebeni v nadmořské výšce 1288 m, asi 5 kilometrů severně od Špindlerova Mlýna v jeho katastrálním území a nese číslo popisné 89.
Jde o druhou nejvýše položenou obývanou nemovitost na špindlerovském katastru – po staré Labské boudě (1340 m n. m.). Zhruba 200 m od budov prochází státní hranice s Polskem, přímo okolo nich vede  turistická Cesta česko-polského přátelství. V současné době lze objekt využít pro ubytování v apartmánech, přespání v noclehárně nebo pro odpočinek v útulně.

## Vznik boudy

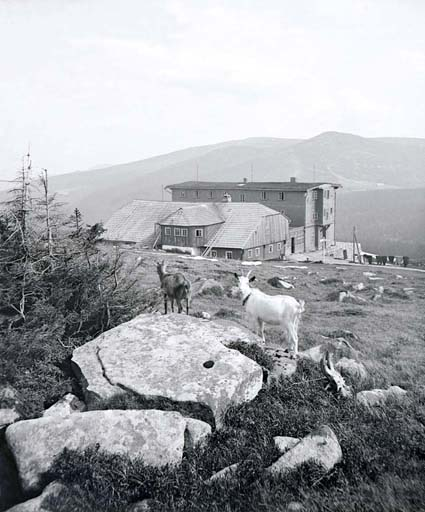
Stav okolo roku 1900

První zprávy o jakési boudě na tomto místě pocházejí z roku 1790, ale tehdy šlo spíše jen o letní boudu pro přechodné ubytování pastevců. První skutečnou boudu, vhodnou pro celoroční obývání, na dnešním místě postavil až v roce 1811 Johann Pittermann – jeho zkomolené příjmení se časem dostalo do názvu boudy. Po něm boudu zdědil syn Ignaz Pittermann a protože ten neměl žádného potomka, prodal boudu v roce 1844 svému synovci Johannu Zineckerovi za cenu 400 zlatých. Původní majitel na boudě dál bydlel a zahynul o pět let později ve sněhové bouři.
Nový majitel Johann Zinecker využil počínajícího turismu a na své boudě začal hostit výletníky, pro rostoucí oblibu této destinace byl nucen svůj dům v roce 1866 rozšířit přístavbou prvních podkrovních hostinských pokojů. Kapacita stále nestačila poptávce a tak majitel brzy plánoval další stavby. Přispělo k tomu i zřízení oficiálního C.a K. telegrafního úřadu v roce 1877.

## Období rozkvětu
Skutečně mohutným impulsem ale byl až čin jeho syna Vinzenze Zineckera, který boudu zdědil v roce 1884 a v letech 1886–1887 zrealizoval sen svého otce tak, že nechal vystavět pod starou chalupou nový čtyřpodlažní objekt s plochou zatravněnou střechou a balkonem, přičemž první podlaží bylo kamenné a částečně zapuštěné do svahu. V přízemí byly společenské prostory a zázemí, v patrech 20 hostinských pokojů.
„Petrovka zcela změnila náhled na architekturu na horách. Je to první moderní stavba v Krkonoších. Zatímco ostatní stavitelé horských bud tehdy vycházeli ze zažitých postupů, kdy jen zvětšovali zemědělské chalupy, Vinzenz Zinecker při rozšiřování původního objektu přinesl na hřebeny Krkonoš skutečnou architekturu,“ prohlásil o Petrově boudě krkonošský krajinný ekolog Pavel Klimeš, a dodal, že „Petrovka je klenot horské architektury, který u nás prakticky nemá obdoby. Srovnat se s ní dají snad jen Jurkovičovy dřevěné secesní stavby na Pustevnách v Beskydech.“
Tato podoba boudy je také zachycena na zajímavé stereopohlednici, budící při použití správného kukátka dojem prostorového zobrazení.

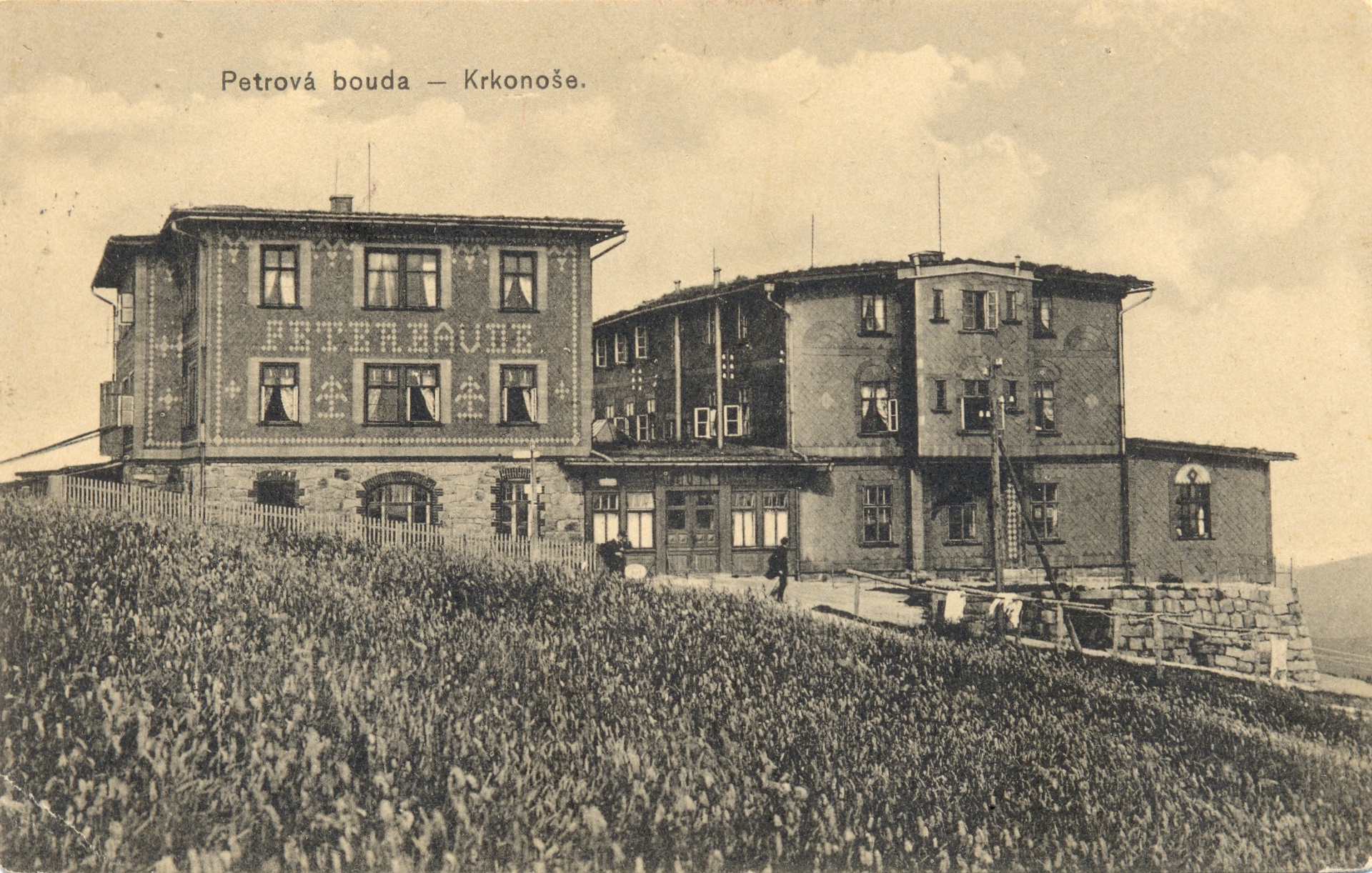
Stav cca v roce 1919

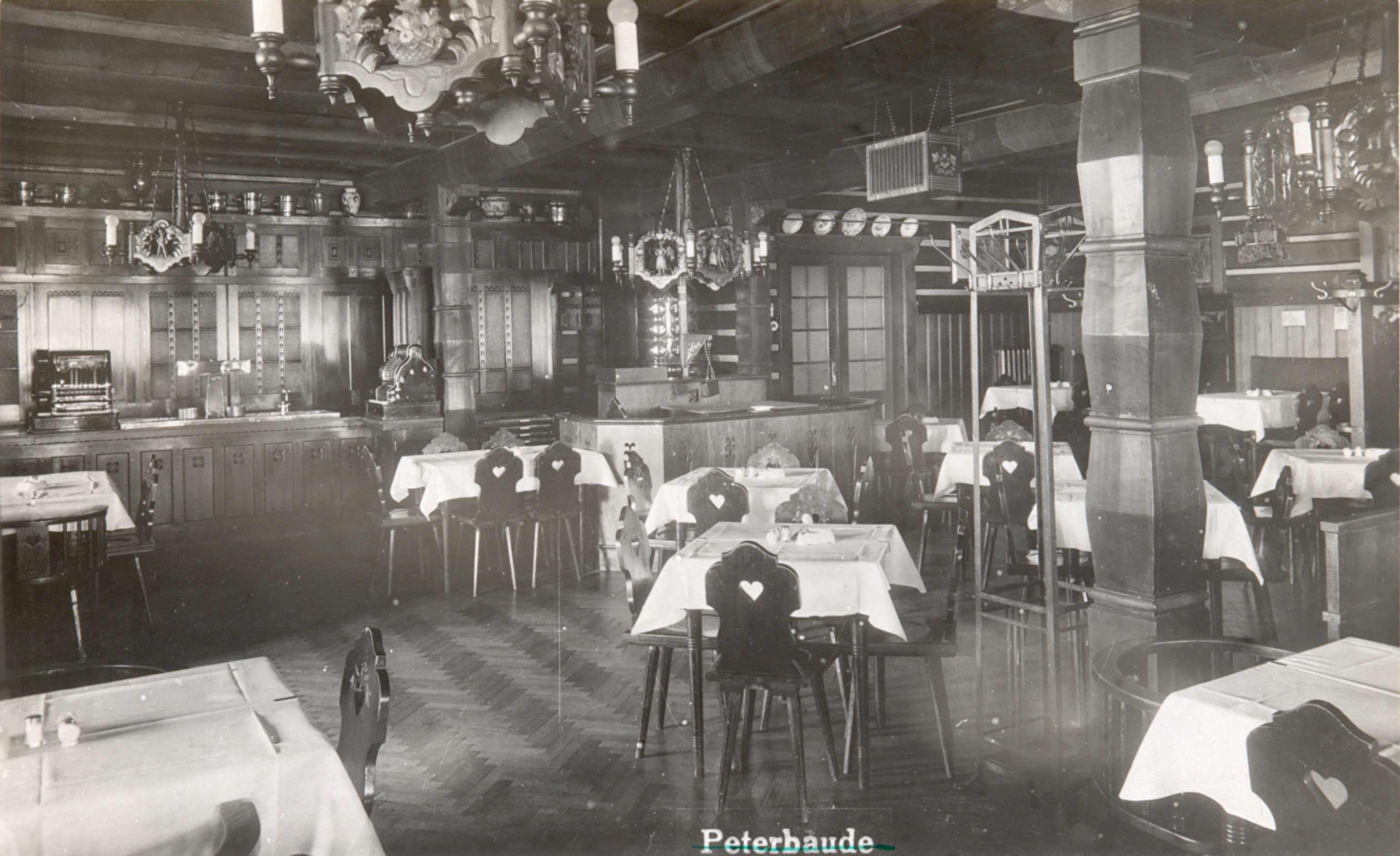
Restaurace počátkem 40. let

Kolem roku 1901 byla rozebrána i stará chalupa a na jejím místě vznikl nový třípodlažní dům ve stylu spodní budovy, kam bylo umístěno dalších 44 pokojů. Zvnějšku zdobil obě budovy obklad z dvoubarevné břidlice, vyskládané do geometrických vzorů. Od 30. července 1901 zde fungovala i pobočka C. a k. pošty a roku 1910 zde byla zřízena první veřejná telefonní stanice v horské boudě na české straně hor. Její zvláštností bylo přímé spojení jak do vnitrozemí Rakouska-Uherska, tak i přes hranici do Německa.
Vizionář Vinzenz Zinecker zemřel roku 1913, boudu převzala jeho žena Anna a po její smrti jejich čtyři synové, pokračující ve stopách otce: v letech 1925–1929 boudu opět rozšiřovali o prosklené terasy (verandy s výhledem), třetí ubytovací stavbu (ovšem architektonicky již ne tolik cennou) a spojovací koridor mezi budovami, zřídili malou vodní elektrárnu na Červeném potoce a zmodernizovali i vnitřní vybavení. V dobách největší slávy měla bouda až padesát zaměstnanců, vlastní kapelu, vlastní stádo dobytka atd.
V roce 1921 natočil režisér Vladimír Slavínský dobrodružný film Děvče se Stříbrné Hranice (kromě režie si ve filmu i zahrál, v dalších významných rolích se ukázali Zdena Kavková a Přemysl Pražský) – část tohoto filmu se odehrává také na Petrově boudě, ale podle vyjádření filmových pamětníků byla nakonec Petrovka natočena jen zvenčí a její interiér byl imitován stavbami v berlínských filmových ateliérech Am ZOO. Producenty společnosti American totiž vyšlo natáčení v inflací zmítaném Německu levněji, než kdyby si Petrovku na několik dní či týdnů skutečně pronajali a museli k ní dopravovat spoustu filmové techniky – tu měli v Berlíně k dispozici přímo "na place". Je dost dobře možné, že to bylo vůbec poprvé, kdy se Petrova bouda objevila v hraném filmu..

## Postupný úpadek

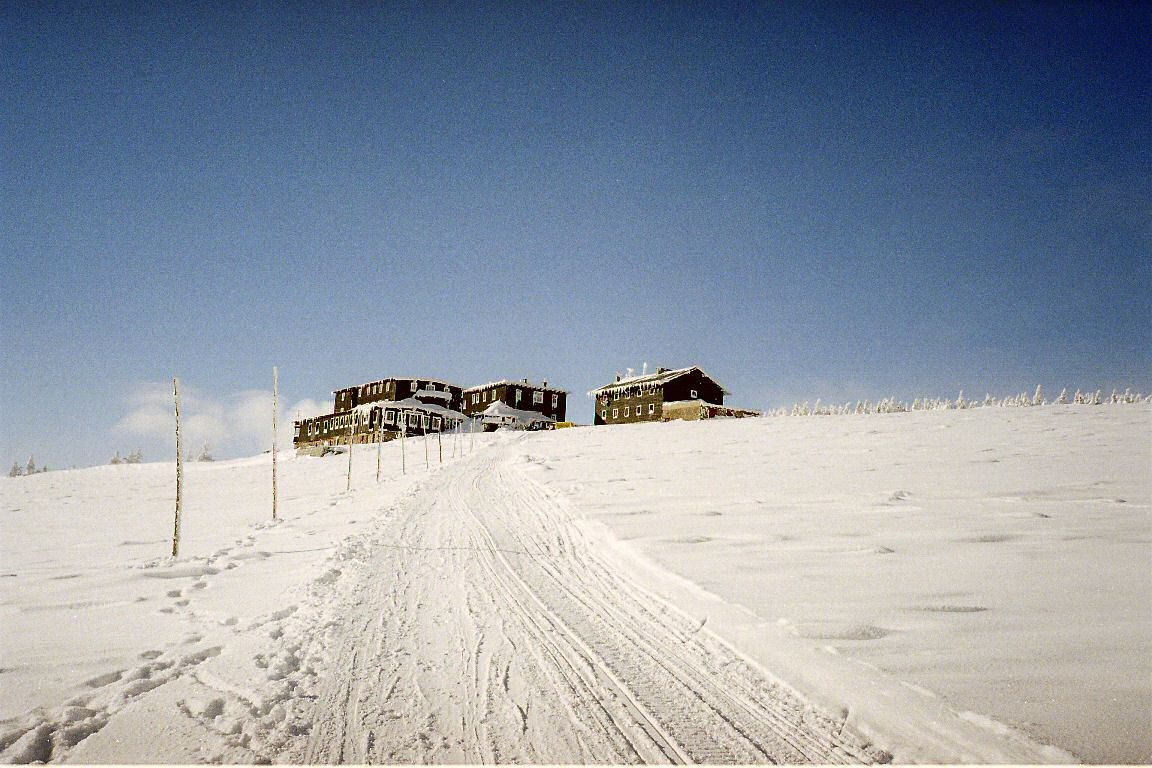
Foto z roku 2005

Rozvoj Petrovky byl zastaven záhy po skončení II. světové války. Hned v roce 1945 dostala bouda českého správce, poslední bratři Zineckerové byli 19. 6. 1945 odsunuti do Německa a bouda přešla do vlastnictví státu (na vyvlastnění nepochybně mělo vliv i to, že Petrovka byla častým hostitelem protektorátních prominentů, jako např. K. H. Franka nebo von Neuratha). Další vývoj předznamenalo zrušení místní pobočky státní pošty ke dni 31. října 1947.
Po roce 1949 se Petrovky stala zotavovna ROH a pomalu začala chátrat pro nedostatečnou údržbu, přestože k dílčím opravám docházelo. Koncem 60. let byly unikátní břidlicové fasádní obklady zničeny tehdy oblíbenou technikou vnějších obkladů z bílého eternitu, který však ve zdejších extrémních meteorologických podmínkách začal postupně odpadávat a tak bylo 1983 vydáno stavební povolení na nové dodatečné prkenné obložení vnějších fasád, které pak na budovách zůstalo až do jejich zániku. Mezi další větší zásahy patřila například přestavba skladů na turistickou ubytovnu (1960), vybudování nové trafostanice s příkonem 630 kVA (1972) nebo výstavba čističky odpadních vod (od r. 1981, zkolaudována 1993). Bouda dál patřila k nejvíce navštěvovaným boudám v Krkonoších, k čemuž přispívala jak relativně dobrá dostupnost po dvou asfaltových cestách (živičný povrch dostaly pravděpodobně roku 1983, kdy bylo u Petrovky postaveno i nové parkoviště), tak zejména to, že hotelová i restaurační část zůstaly otevřené i pro běžnou klientelu, nejen pro členy příslušné odborové organizace.

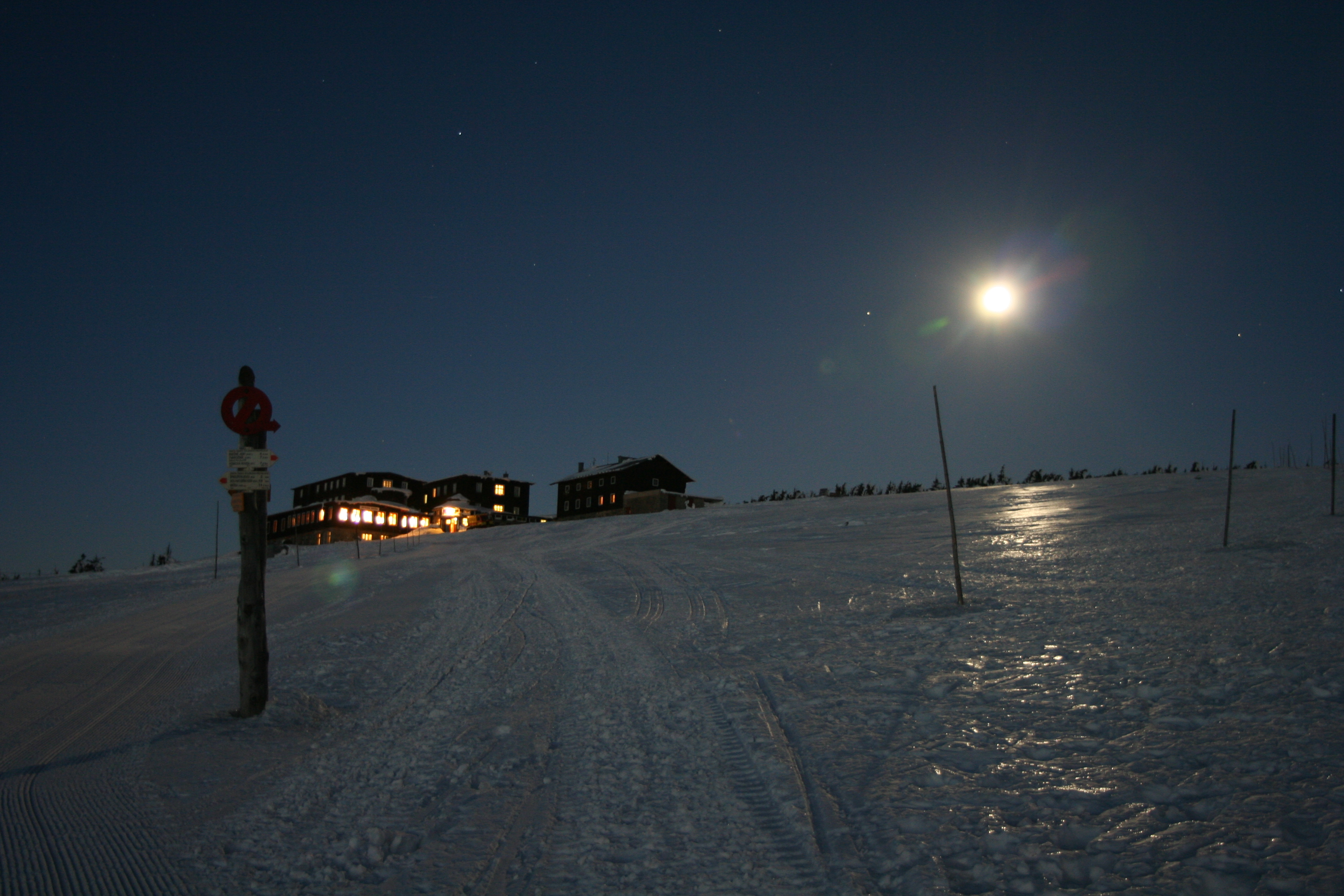
Noční foto v zimě 2006

Po roce 1989 bouda několikrát změnila majitele, přičemž údržba byla v té době minimální. V podstatě byly jen dokončeny dříve plánované akce: výstavba elektrokotelny (1991) a dostavba čističky odpadních vod (1993). Následné střídání majitelů i stále rychlejší chátrání Petrovky sice sledoval KRNAP, ale neměl jakoukoliv pravomoc zasáhnout vůči soukromým majitelům ani poté, co byla bouda (včetně některých prvků interiéru) ke dni 4. listopadu 1997 vyhlášena kulturní památkou. Zapsána byla právě proto, že tehdejší vlastník OREA prodal boudu soukromníkovi a záměrem úřadů bylo, aby podoba boudy zůstala zachována.
V zimě 2000/2001 se Petrova bouda pravděpodobně naposledy stala cílem filmařů: Česká televize zde natáčela jeden z dílů volného cyklu osmi kriminálních dramat s duchovním podtextem Černí andělé (scénář Ivan Hejna, režie Petr Kotek, kamera Martin Čech). Pátý díl Requiem (v hlavní roli Jiří Schmitzer), o celkové stopáži necelých 53 minut, se od 24. minuty odehrává prakticky výhradně na Petrovce a v jejím těsném okolí. Je zde tedy možno vidět boudu na mnoha záběrech zvenčí i uvnitř - restauraci, bar či hotelové pokoje.
Malým příspěvkem k propagaci tehdy bylo také zařazení Petrovy boudy na seznam tzv. Turistických známkových míst, kde obdržela číslo 671 v řadě Krkonoše – poté, co byla chata uzavřena, je její turistická známka dostupná i na špindlerovském městském informačním středisku, byť je to poněkud v rozporu s původní ideou TZ.
Jinak zůstávala Petrovka dál velmi navštěvovaná a byla výborně hodnocená pro solidní personál a příznivé ceny ubytování i jídel: například o Velikonocích 2006 nabízeli ubytování s polopenzí za 400 Kč nebo točené 12° pivo za 30 Kč. Jako komplex o 220 lůžkách však byla předimenzovaná a podle bývalého majitele Zdeňka Podrazila se neměla šanci uživit, když jen za elektrické vytápění v zimě vydával okolo 250.000 Kč měsíčně). Totéž potvrzuje i bývalý dlouholetý provozovatel Vrbatovy boudy Tomáš Bína: "Takový dům těžko někoho uživí. To, co se tam vydělá, s bídou může stačit na provoz. A na nějaké investice do údržby a rozvoje nemůže zbýt. To by ji musel koupit hodně bohatý člověk, který nebude počítat se ziskem.".

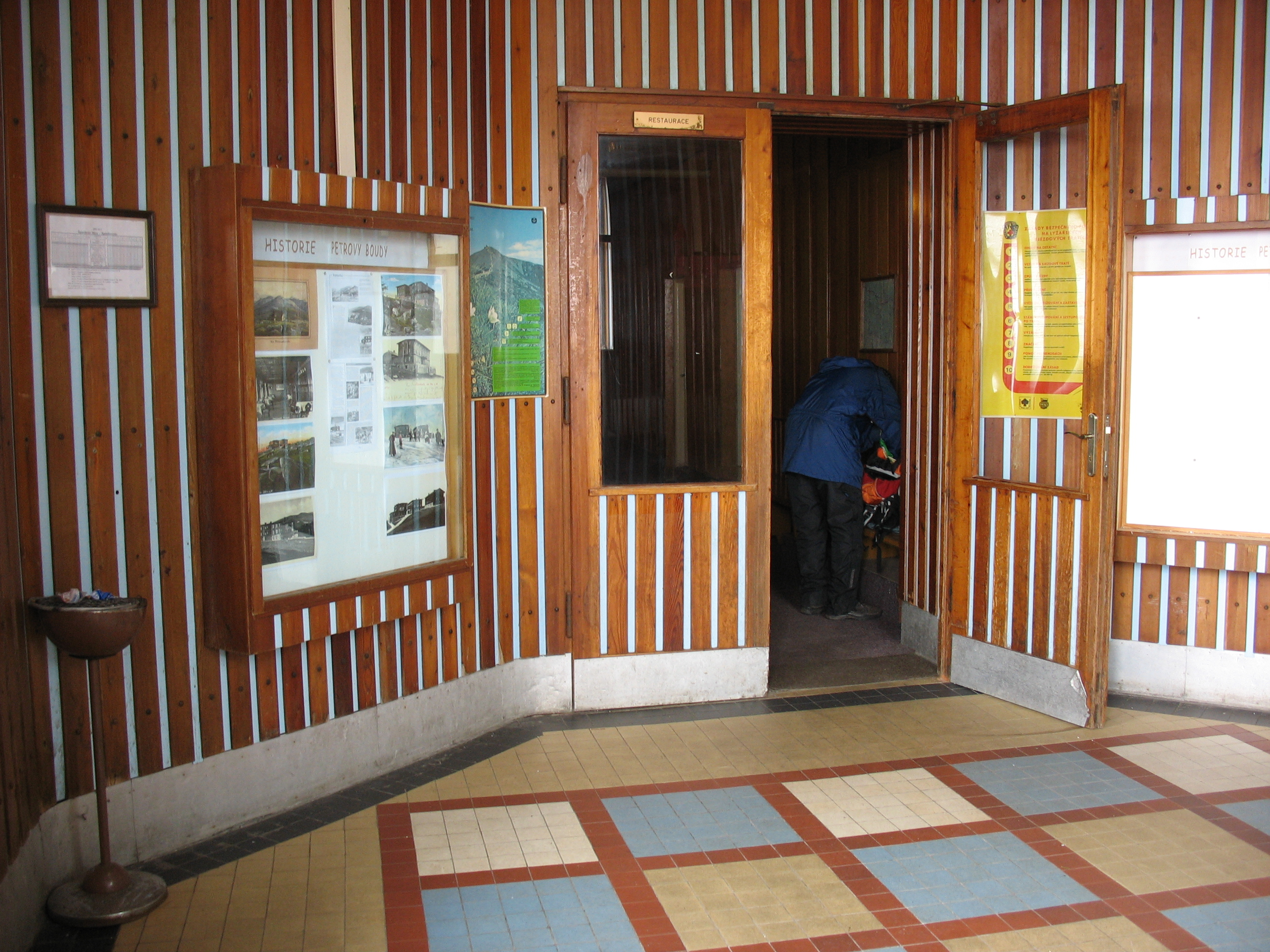
Zádveří hlavního vchodu (2006)
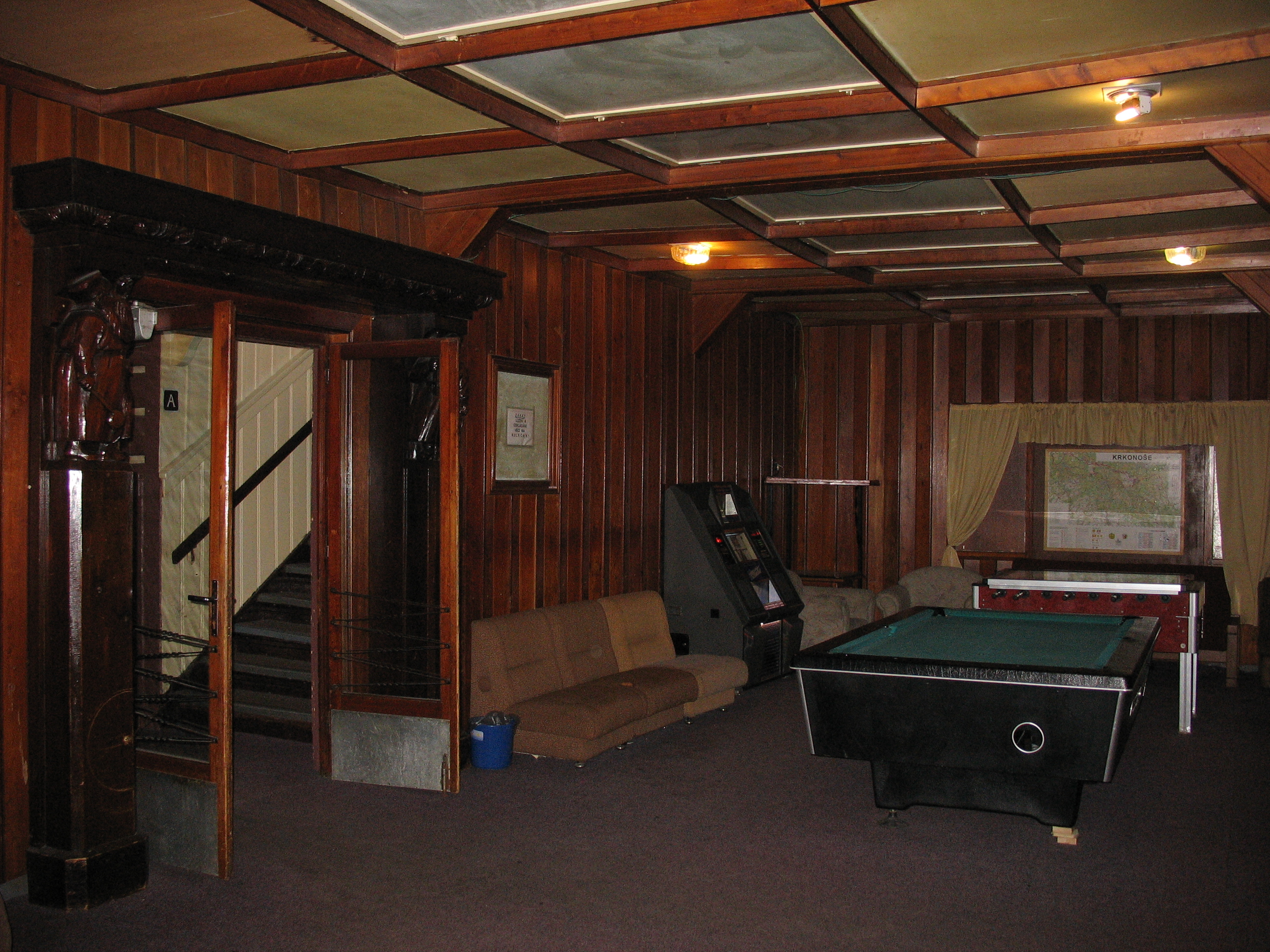
Odpočinková místnost (2006)
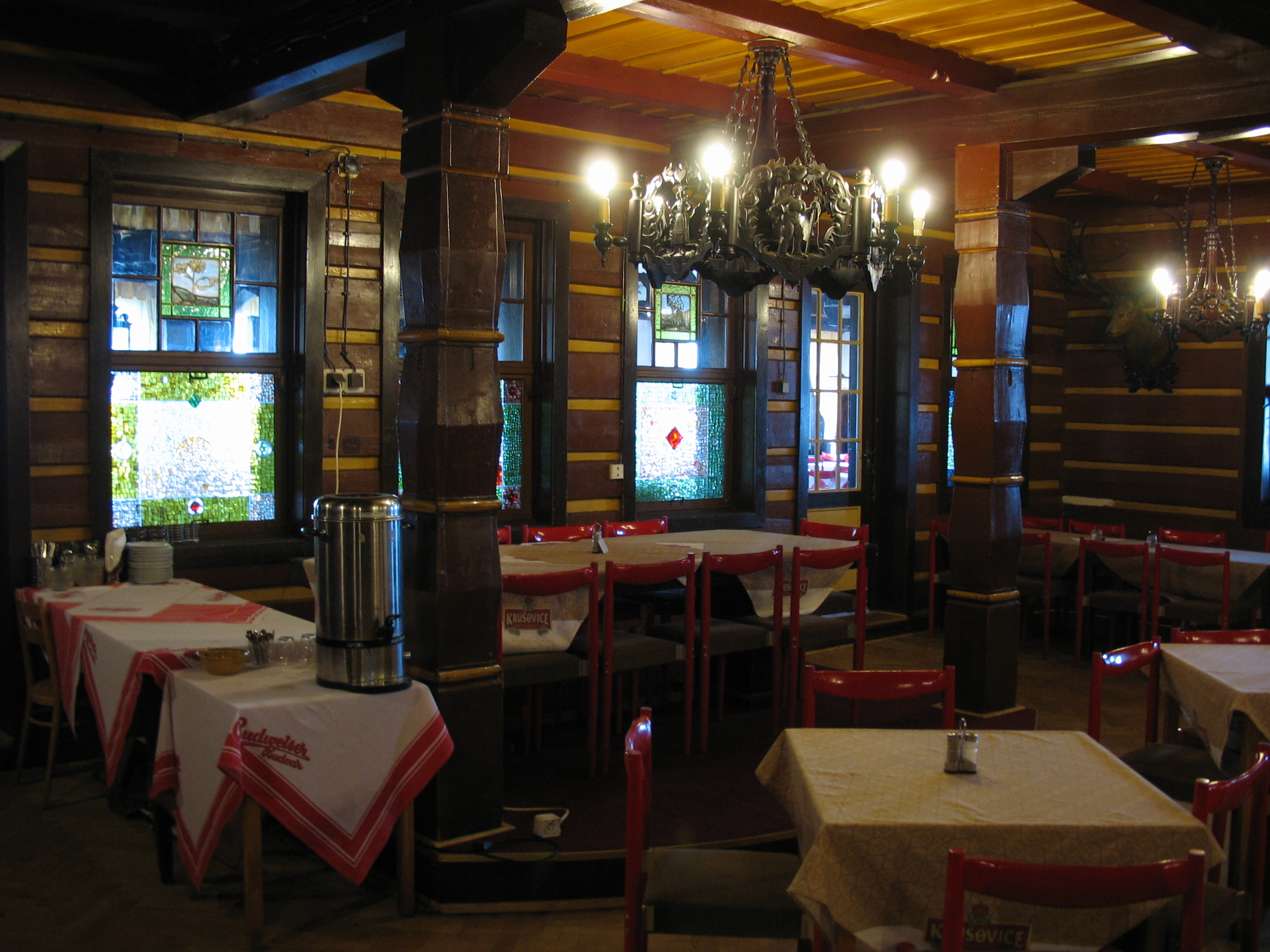
Restaurace (2006)
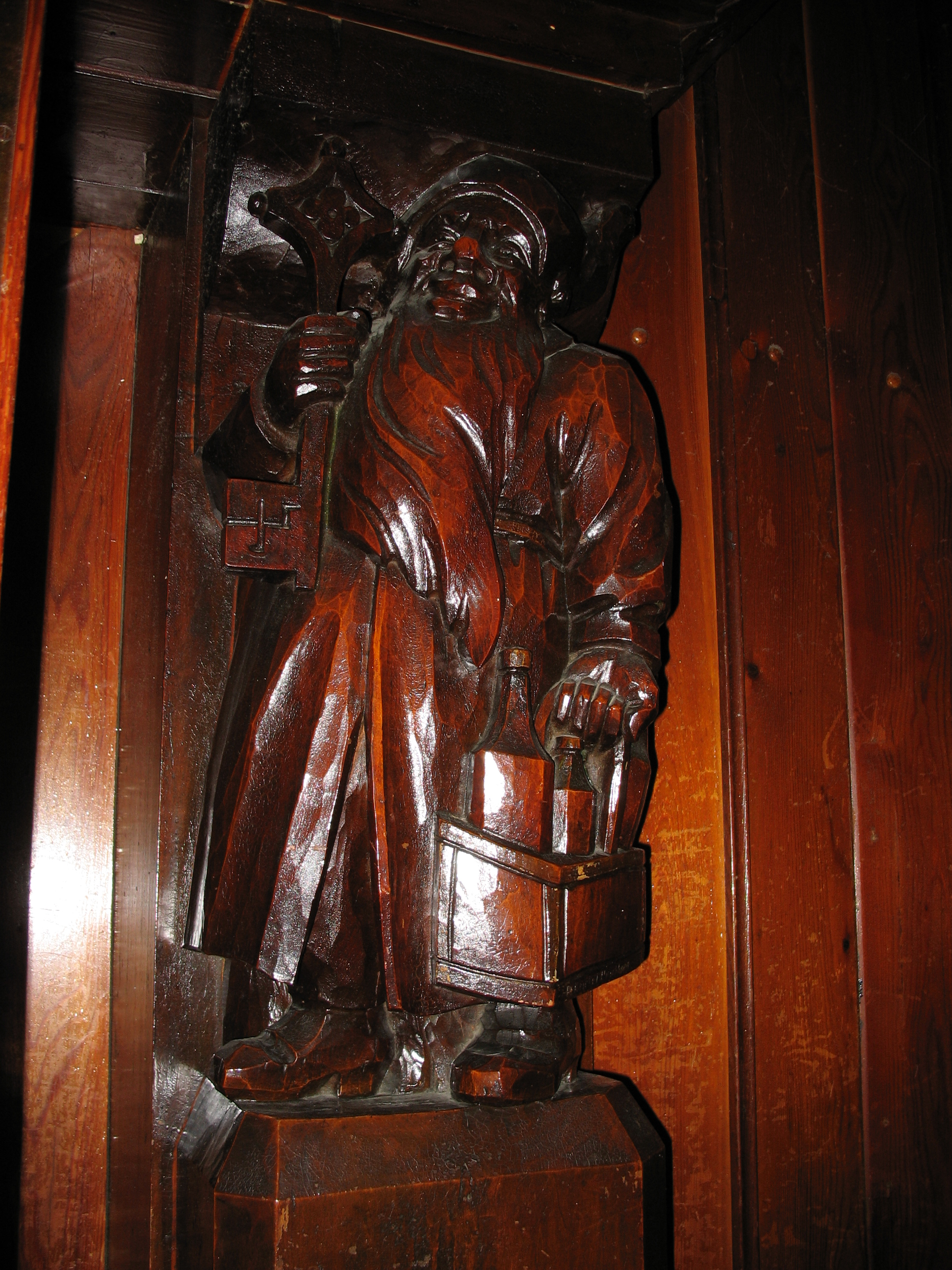
Vyřezávané sošky v interiéru (2006)
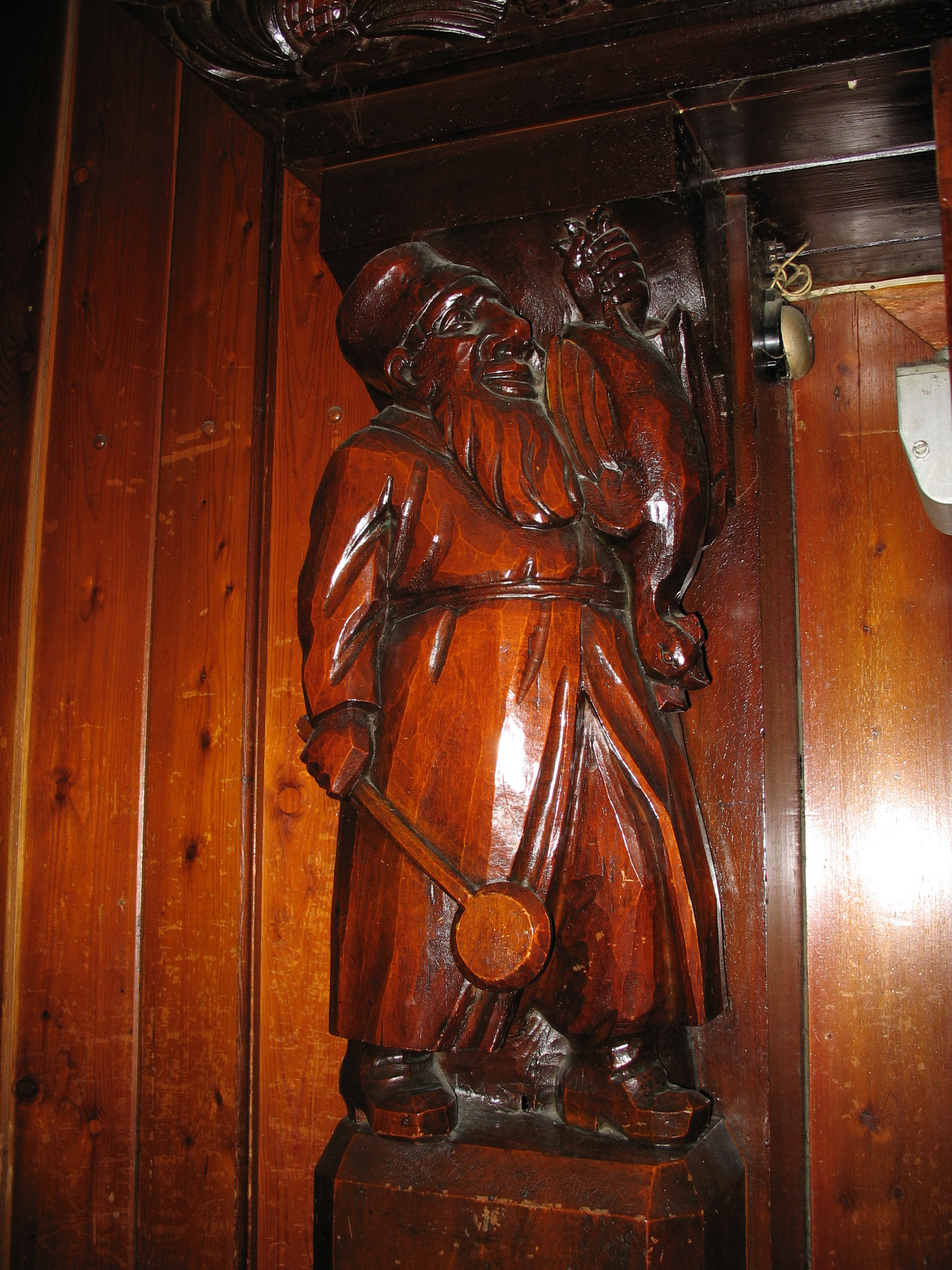
Vyřezávané sošky v interiéru (2006)
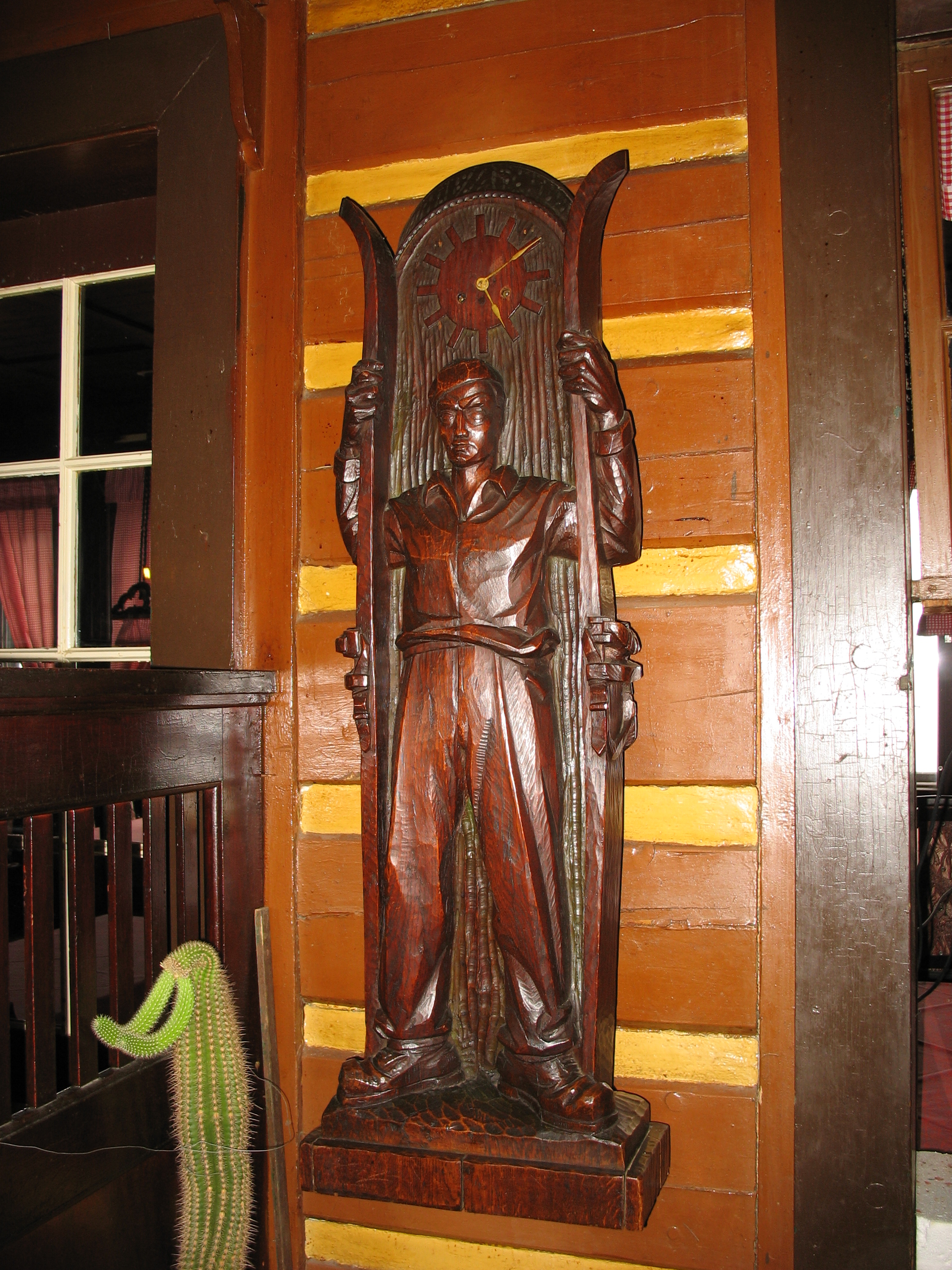
Vyřezávané sošky v interiéru (2006)
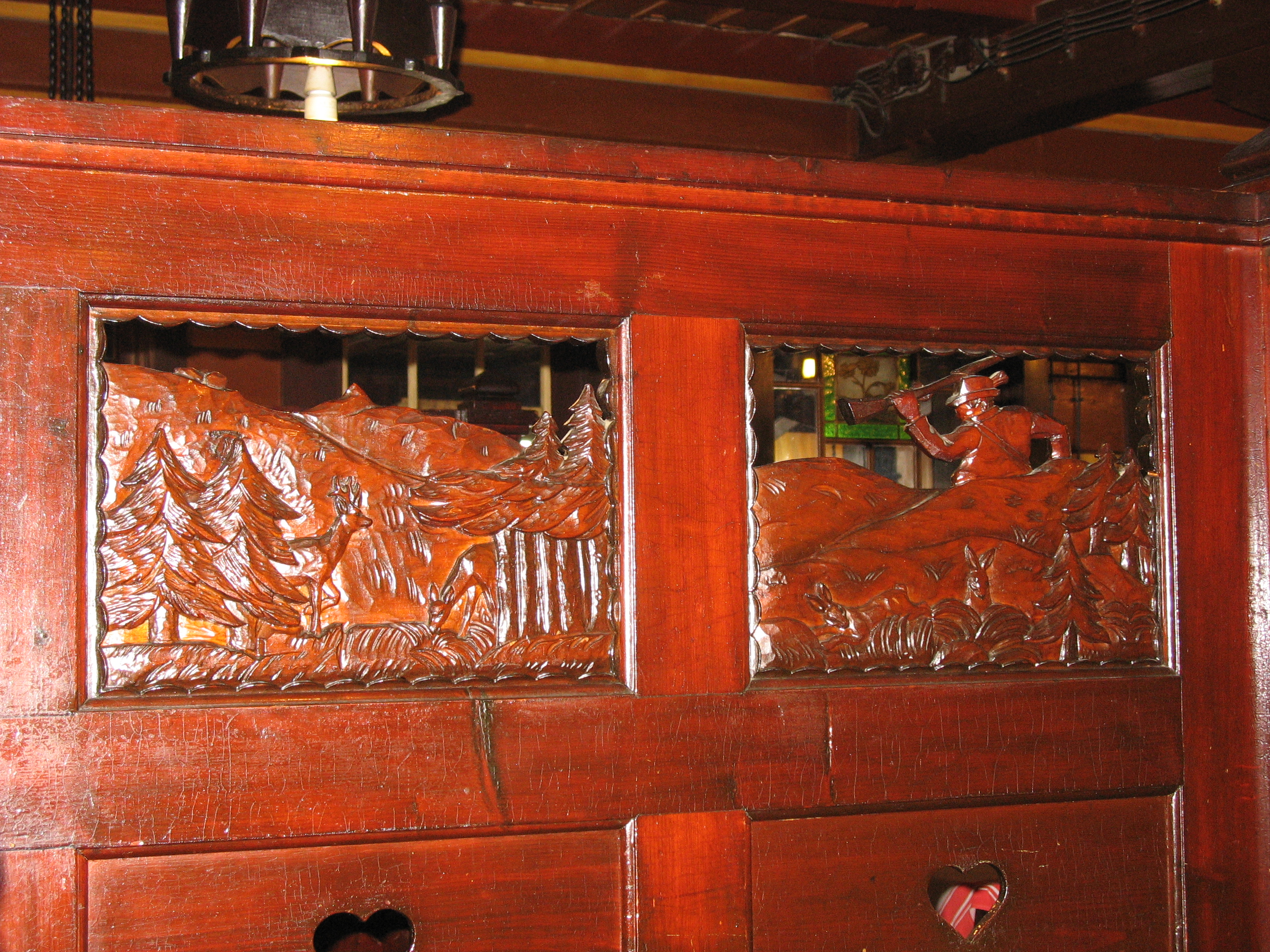
Vyřezávané sošky v interiéru (2006)

## Pokračující chátrání a devastace

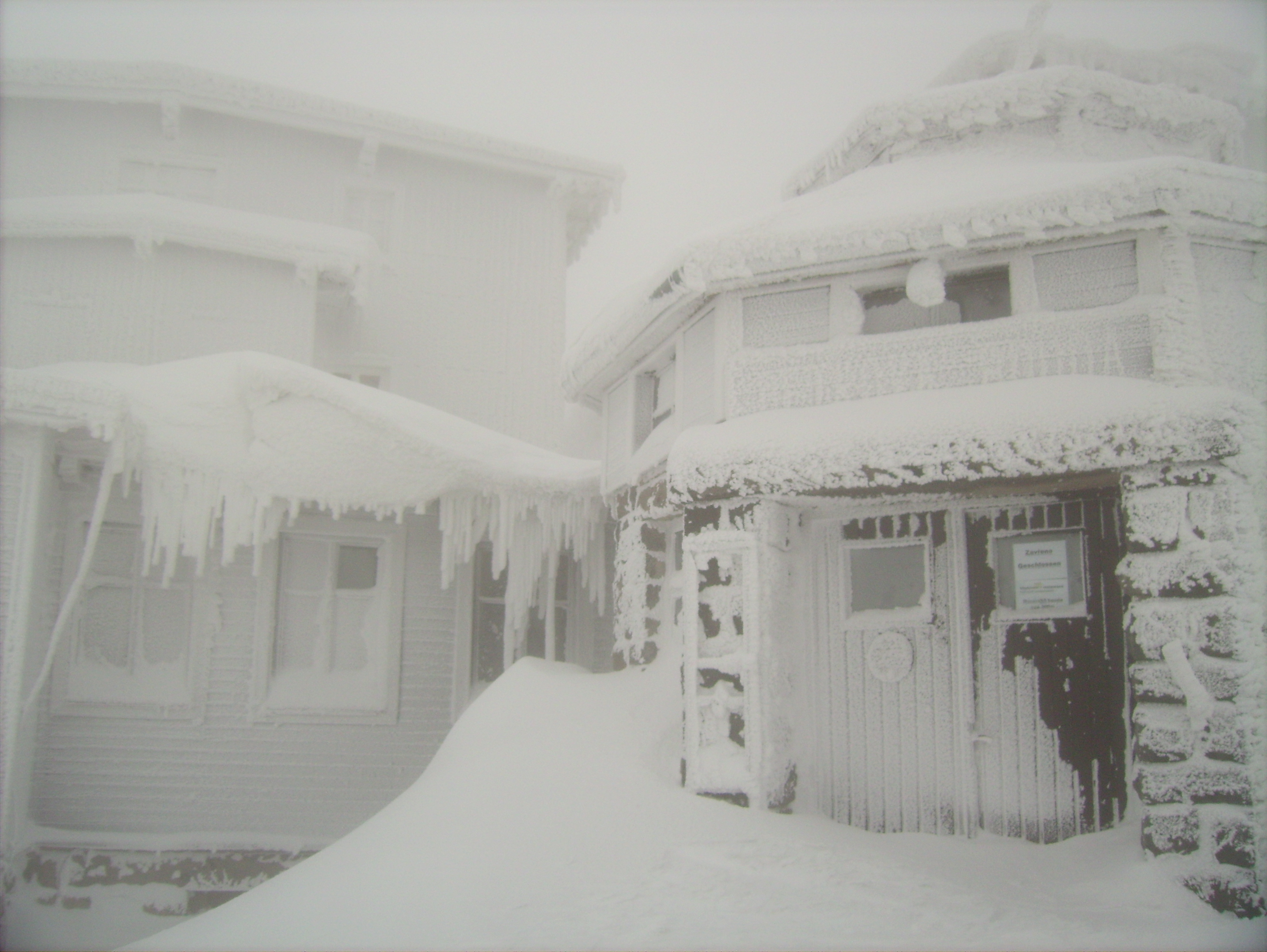
Zavátý vchod nefunkční boudy v roce 2008

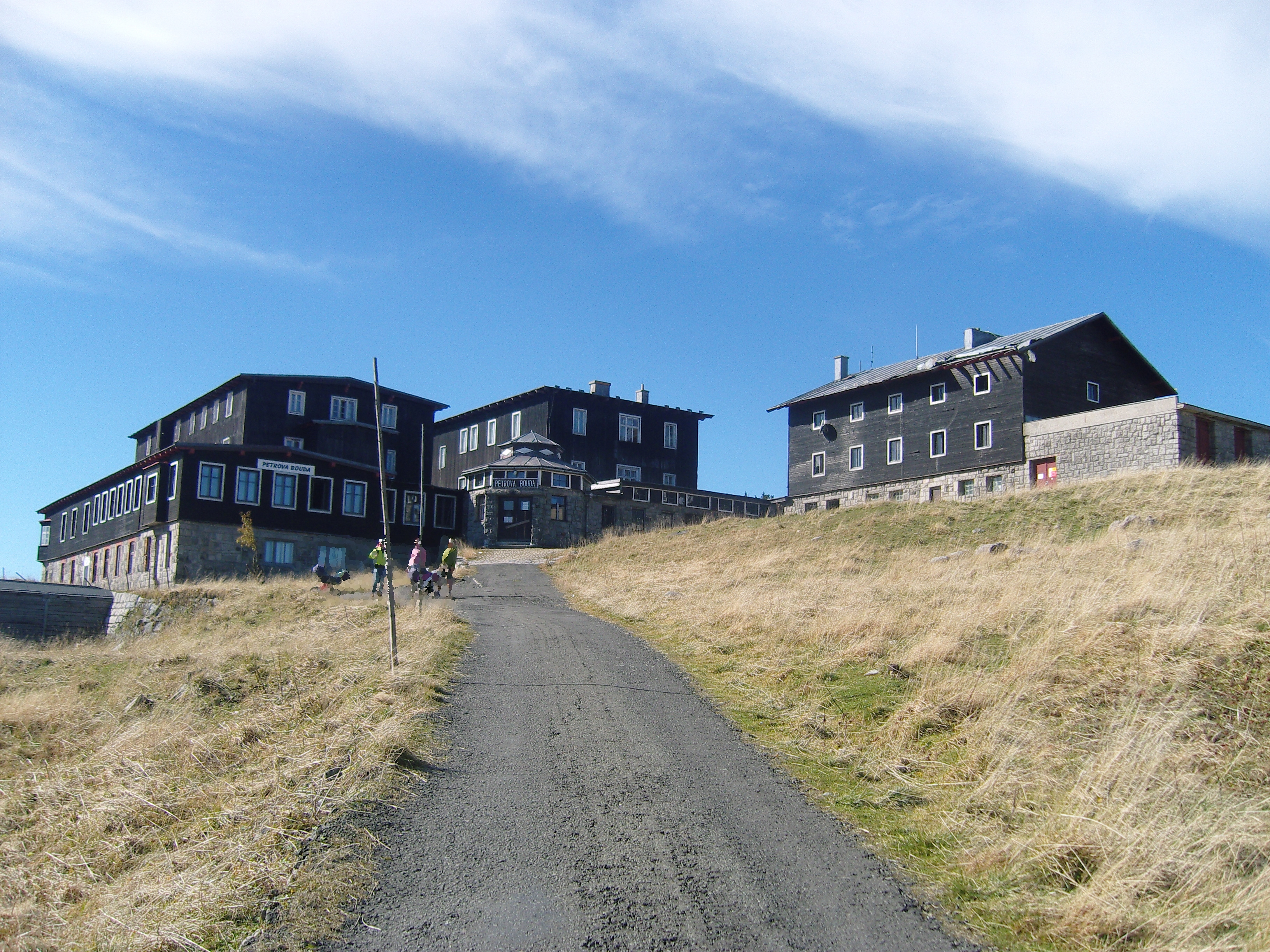
Viditelně zchátralá Petrova bouda v roce 2010

Bouda byla v provozu pravděpodobně do 30. září 2007 – úřední pramen však uvádí její uzavření na základě rozhodnutí Okresní hygienické stanice Trutnov už v roce 2006. Zřejmě jde o překlep, začátkem roku 2007 ještě totiž bouda hostila lyžařský výcvik. Podle památkářů byla bouda naposledy v provozu o Silvestru 2008.

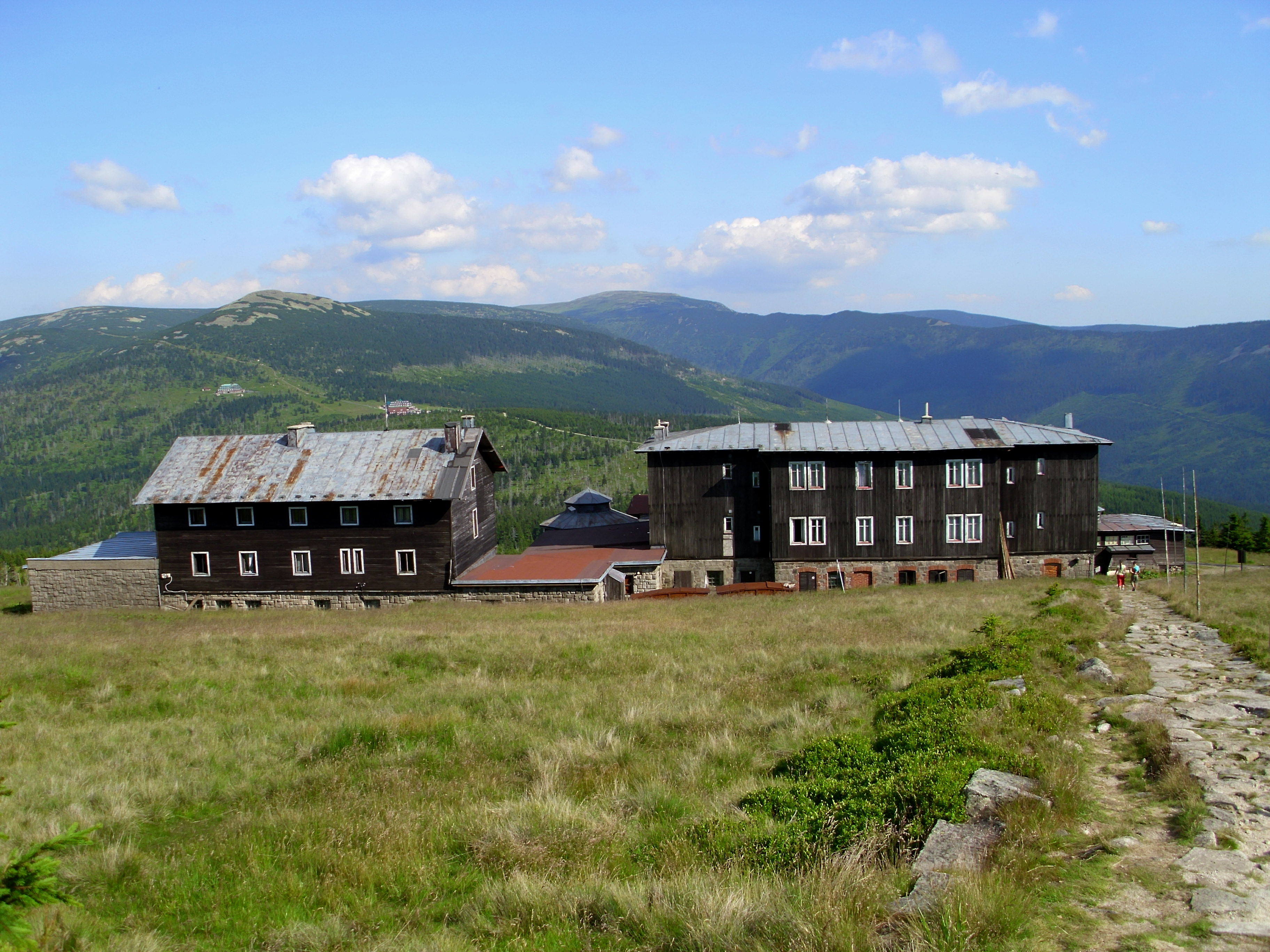
Petrova bouda 6.7.2011

V roce 2008 zakoupil boudu podnikatel Vladimír Kovář (majitel softwarové společnosti Unicorn, držitel titulu Podnikatel roku 2008 ČR). Nový majitel deklaroval úmysl boudu zrekonstruovat, nechal zpracovat projekt na její záchranu (mělo dojít prakticky k demolici a nové stavbě) a také zabezpečil některé cenné dekorativní předměty jejich uložením ve vlastním depozitáři v Praze: celkem byly odvezeny dva nákladní automobily, podle památkářů však šlo jen asi o dvacet kusů (obrazy, hodiny, lustry, dřevořezby, vitráže atd.) a zbytek cenných věcí (polstrované lavice, vestavěná vitrína s vyřezávaným rámem, kamna, truhly, ...) na boudě zůstal. Na odvoz a uložení předmětů dohlíželo i oddělení památkové péče Městského úřadu ve Vrchlabí, které je naposledy kontrolovalo v květnu 2011 s uspokojujícím výsledkem.
Úředním vlastníkem nemovitosti v té době byla společnost Smithery a.s., Praha 6, která ke dni 4. června 2009 založila společnost Snowy Chalet s.r.o. se základním kapitálem 9.581.000 Kč – do jejího základního jmění byla totiž vložena právě Petrova bouda, a to na základě znaleckého posudku soudního znalce Miroslava Riegera. Ten navštívil boudu 11. května 2009 a o týden později, tj. 18. května 2009, vystavil posudek, jímž tehdy zchátralou nemovitost včetně pozemků ocenil na 9.581.240 Kč (nákladová cena, bez zahrnutí koeficientu prodejnosti, byla o něco vyšší: 10.494.240 Kč).

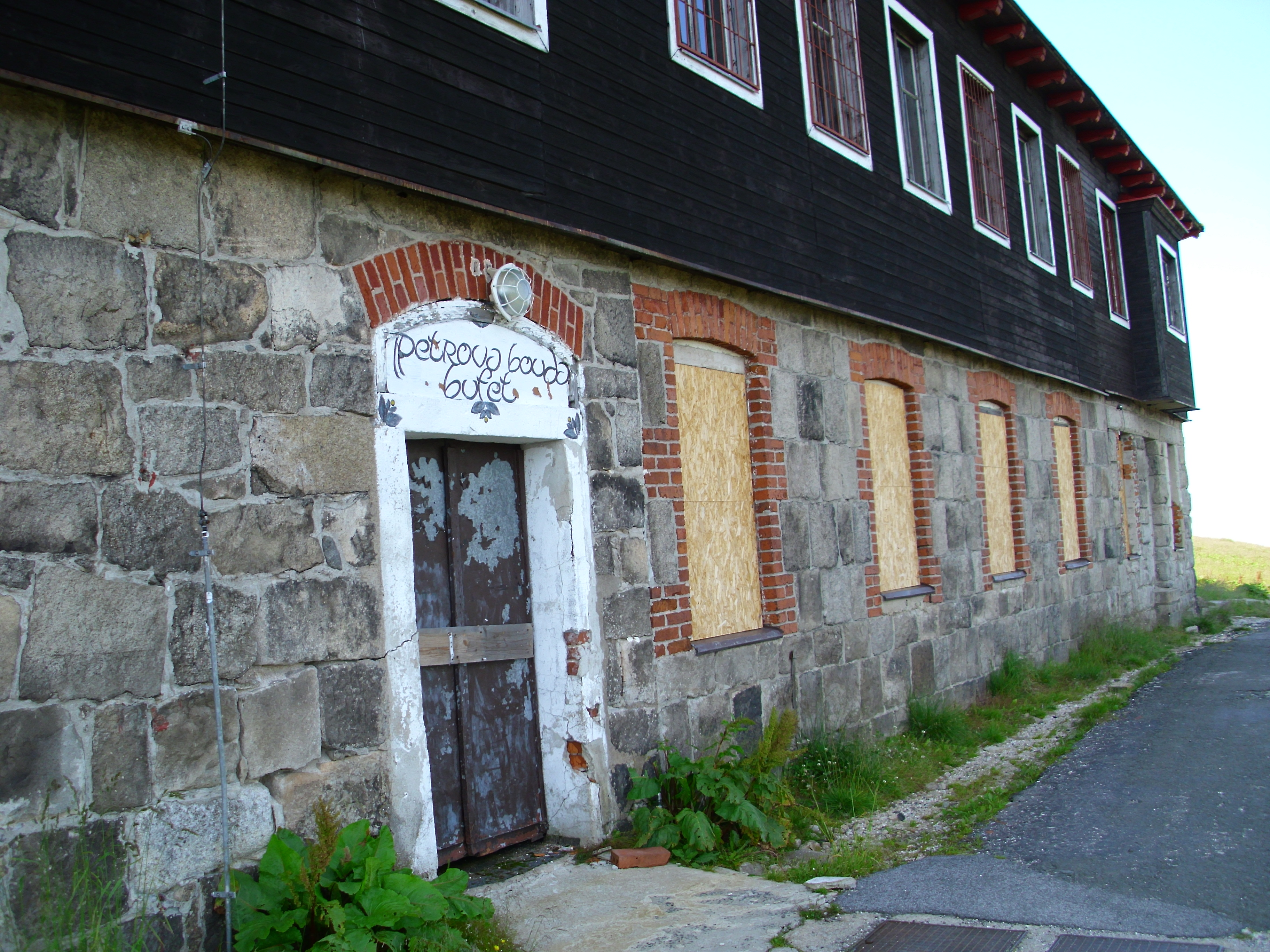
Petrova bouda 6.7.2011, budova A.

Založení nové společnosti však na boudu nemělo žádný pozitivní vliv, spíš naopak: opuštěná bouda bez správce, navíc špatně zabezpečená proti průniku nezvaných osob, chátrala ještě rychleji. Větrem poškozenou střechu budovy B nikdo neopravil, ta se začala dál rozpadat a každý nový déšť či sněžení vnášely do domu další vlhkost. Navíc vítr s pomocí vandalů rozbíjel okna a tak do interiéru (zejména kuchyně a jídelny v budově A) dokonce vál sníh. V nasáklých kobercích a obkladech samozřejmě rašily plísně, olejové nátěry se odloupaly a nábytek se rozpadal. Na náhodné (a samozvané) návštěvníky objektu zapůsobil i vylomený prázdný trezor z časů monarchie, mnoho z nich si také pořídilo množství soukromé fotografické či filmové dokumentace, která je dodnes ke zhlédnutí na portálech typu YouTube.

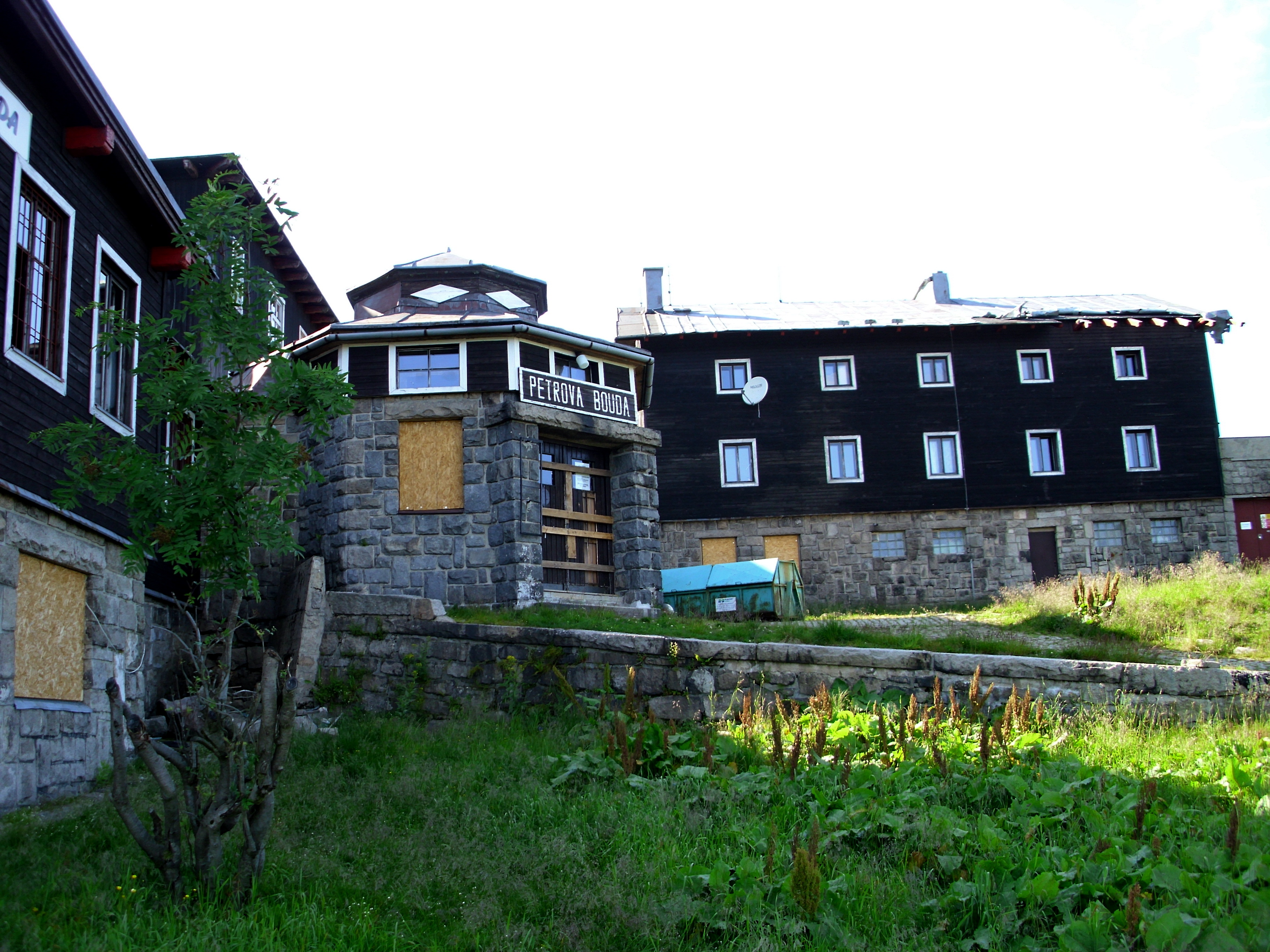
Petrova bouda 6.7.2011, vchod.

Že je památkově chráněný objekt Petrovy boudy nezabezpečený a v havarijním stavu, se ovšem Městský úřad ve Vrchlabí dozvěděl až v létě 2010, kdy se k němu při soukromém výletu na hory dostala pracovnice památkového odboru MěÚ Marta Žídková. Ihned začala jednat s majitelem, to však k ničemu nevedlo a když se v následující zimě stav památky rapidně zhoršil, iniciovala v únoru 2011 správní řízení s majitelem boudy. V březnu 2011 byl tedy se zástupcem vlastníka boudy Zdiradem Svobodou sepsán protokol, nařizující do tří týdnů zajistit vymetení sněhu a zabednit okna a dveře plošnými výplněmi, aby byla aspoň zmírněna další devastace, což bylo provedeno. V dubnu 2011 pak bylo správní řízení ukončeno vydáním nařízení, že majitel musí zařídit revizi a opravu střechy, následovat mělo například provětrávání všech budov přes léto (kvůli snížení vlhkosti) apod. – termíny pro splnění všech bodů byly různé, vše mělo být hotovo do konce září 2011. Pokud by majitel nařízení nesplnil, hrozila by mu pokuta až 2.000.000 Kč, přičemž MěÚ Vrchlabí neskrýval záměr se k této výši pokuty přiblížit. K žádným dalším úpravám a opravám však ale nedošlo.
Zato však došlo k prvnímu drobnému požáru: ve čtvrtek 21. července 2011 zahořelo dřevěné obložení v jednom z nezabezpečených objektů. Oheň byl tehdy uhašen v zárodku a k větší škodě nedošlo. Týž den se na Petrově boudě měli sejít zástupci majitele s úředníky a měli dohodnout, jak technicky pokračovat před rekonstrukcí – které části staveb a vybavení lze zlikvidovat nebo co se naopak musí zachránit. Kvůli požáru však byla schůzka zrušena a přeložena na začátek srpna – šlo přitom jen o opravdu drobný požár, podle majitele žhnul dřevěný trám a prkna, hasičský vyšetřovatel Libor Halouzka zadokumentoval ohořelý kus koberce v rohu místnosti a přinesené dříví. Již tehdy se na internetu objevil názor, že objevení drobného ohně samotným majitelem právě v tento den rozhodně není náhoda, že šlo spíš o zkoušku dojezdového času hasičů a že zanedlouho bude následovat skutečný požár. Obdobný názor projevila i pracovnice Národního památkového ústavu Vladimíra Paterová, podle níž šlo o inscenovaný požár a jeho účelem bylo dokázat, že v objektu přespávají bezdomovci.

## Požár

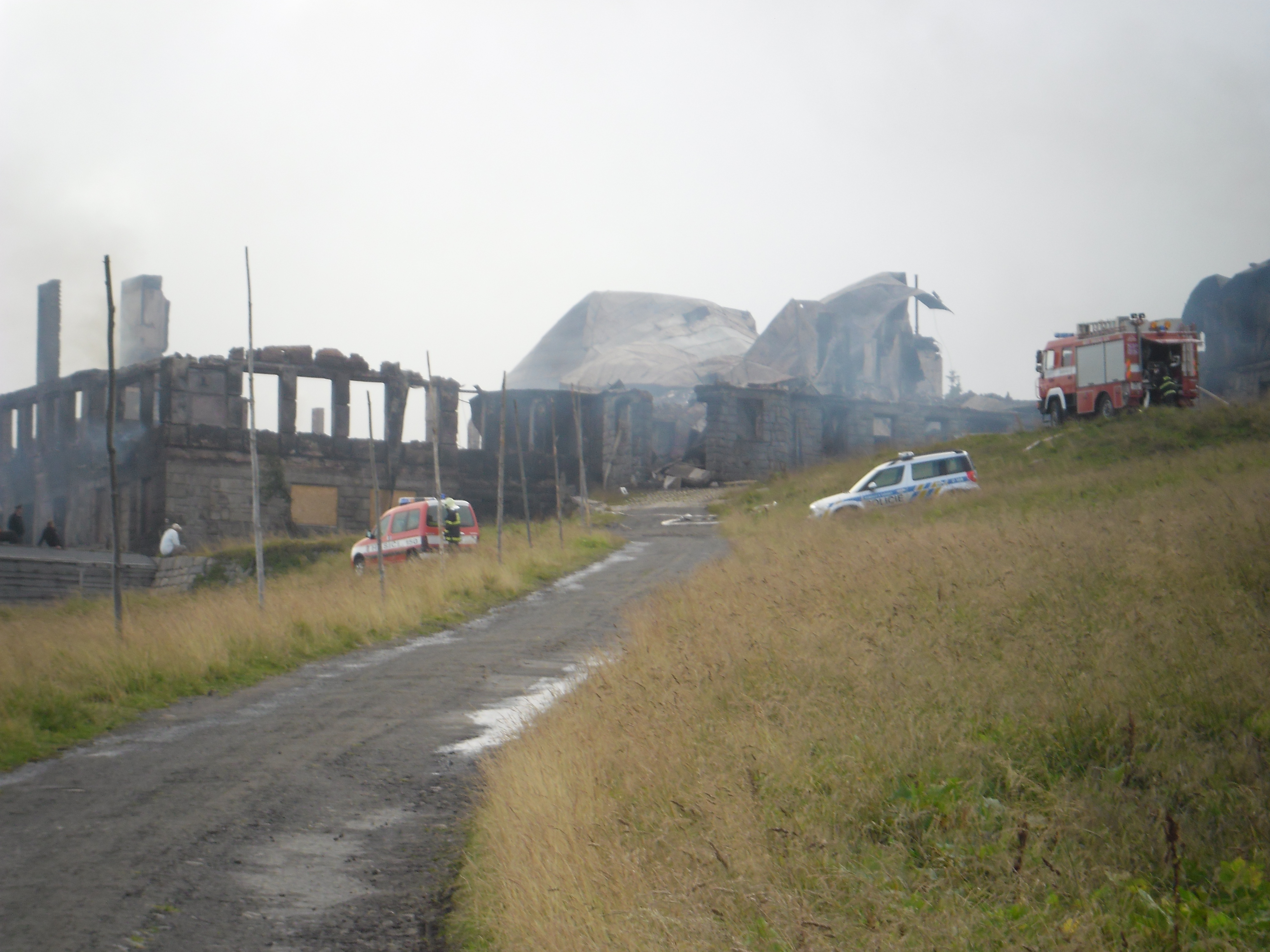
Trosky bývalé hlavní budovy 1. 8. 2011

Nový, tentokrát důkladný oheň opravdu vznikl, a to pravděpodobně v neděli 31. července 2011 odpoledne. Na blízké chatě Vatra byl už ten den večer cítit kouř, ale kvůli silné mlze nebylo poznat, odkud jde – jeden ze zasahujících hasičů potvrdil, že vládlo “ideální počasí pro dobře utajený zničující požár“. Ten byl skutečně pustošivý: nádrže na topný mazut byly sice prázdné a vodojem naopak plný, ale protože byl hasičům oheň nahlášen až v pondělí 1. srpna 2011 okolo 9:00, zbývala v době jejich příjezdu z hlavní budovy A už jen spodní kamenná část a na budově B se zřítila střecha, budova C byla zasažena požárem částečně.
Na místě zasahovalo se sedmi cisternami celkem pět hasičských jednotek: profesionální hasiči z Vrchlabí a Trutnova, dobrovolní hasiči ze Špindlerova Mlýna, Vrchlabí-Podhůří a Hostinného. Zásah jim zkomplikovala propan-butanová nádrž, kterou bylo potřeba ochlazovat. Pod kontrolu hasičů se oheň dostal až okolo 14:30, kdy se už propadly stropy i u třetí (nejmladší) budovy, a až okolo 17:30 byl hlavní požár dohašen. Zachránit se povedlo prakticky jen technické přízemí budovy C, ovšem včetně strategické trafostanice, což je důležité pro boudy v okolí, neboť trafostanice částečně patří rozvodným závodům a dodává elektřinu právě i pro jejich potřeby.

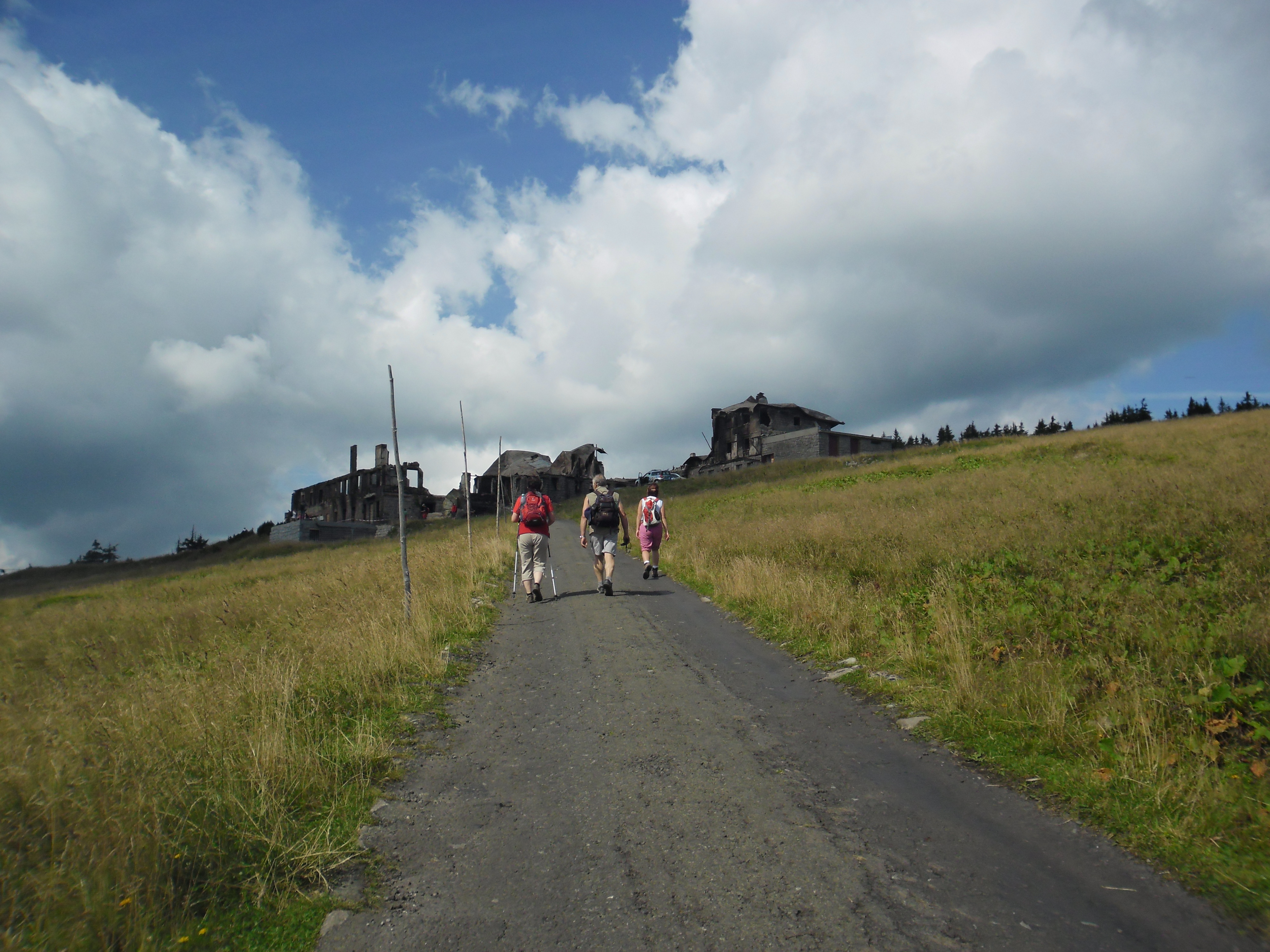
Celkový pohled, 3. 8. 2011

Požár byl podle zasahujících hasičů založen úmyslně, protože nalezli ohniska požáru v každé budově. Stavební konstrukce byly navíc před požárem tak vlhké, že by se bez pomoci iniciační hořlaviny vznítit nemohly – hasičský vyšetřovatel L. Halouzka prohlásil rovnou, že mokré a hnilobou zasažené dřevo jde zapálit těžko a je nemožné, „aby požár, který se do takového rozsahu rozšířil během několika hodin, způsobil nedopalek cigarety nebo zapálený papír“. Po vychladnutí trosek tedy chtěli už v úterý 2. srpna 2011 hasičští a policejní vyšetřovatelé hledat stopy hořlavých látek pomocí psů, ale pro stálý žár a opakované objevování se zbytkových ohnisek požáru (např. pod zřícenou celoplechovou střechou) mohli s pátráním začít až ve čtvrtek 4. srpna 2011. Psi brzy našli stopy po chemikáliích na čtyřech místech, proto vyšetřovatelé odebrali vzorky suti pro chemickou analýzu, která ale nakonec úmyslné zapálení nepotvrdila, což experti to odůvodňují jednak nižší citlivostí přístrojů oproti psímu čichu, jednak tím, že celé požářiště bylo prolito kvantem vody a stopy po hořlavině mohly být vyplaveny.
Zpráva o požáru zvedla velkou vlnu emocí u odborné veřejnosti i na laických internetových diskusích. Už v době dohašování požáru se v Českém rozhlase vyjadřoval mluvčí Správy KRNAP Radek Drahný a později i krkonošský krajinný ekolog Pavel Klimeš v tom smyslu, že opakovaně upozorňovali na stav boudy majitele i úřední místa, ale vždy bez odezvy. Většinový názor v diskusích je takový, že boudu nechal zapálit současný majitel, aby namísto rekonstrukce památkově chráněné ubytovny mohl vystavit novou boudu, ale už pouze jako horské apartmány – podle P. Klimeše byly právě uzavřené apartmány původním, veřejně nedeklarovaným záměrem nového majitele.
Na internetových diskusích se často objevuje názor, že rekonstrukci Petrovy boudy před požárem bránily vysoké nároky a požadavky památkářů, kteří odmítali návrhy majitele. To však památkářka M. Žídková vyvrací: podle ní úřad dávno souhlasil se zbořením technické budovy C (ubytovny personálu) a se snížením ubytovací kapacity na padesát lůžek, takže majitel mohl obnovit aspoň základní provoz restaurace a bufetu. Namísto toho však majitel nic s boudou neprováděl a v létě 2010, kdy již byla poškozená střecha a objekty znehodnocovala voda, jim náhle oznámil, že nemá finance ani na částečný provoz.
Pochybnosti o čistotě záměrů vlastníka posiluje také zjištění České televize, že jednal s architektonickým studiem Ing. arch. Olega Hamana o projektu na opravu Petrovy boudy. Studio dokonce o své vůli shánělo možnosti, jak rekonstrukci částečně zadotovat z tzv. Norských fondů, což prý sám Vladimír Kovář nadšeně uvítal. Místo dalších kroků však zakázku zrušil a v e-mailu, zaslaném paní Hamanové v pátek 29. července večer, uvedl jako důvod, že tam chce postavit novou Petrovku jako něco hezkého pro sebe i pro turisty a že by přitom nemusel mít shodný názor s úředníky, kteří by o dotaci rozhodovali.

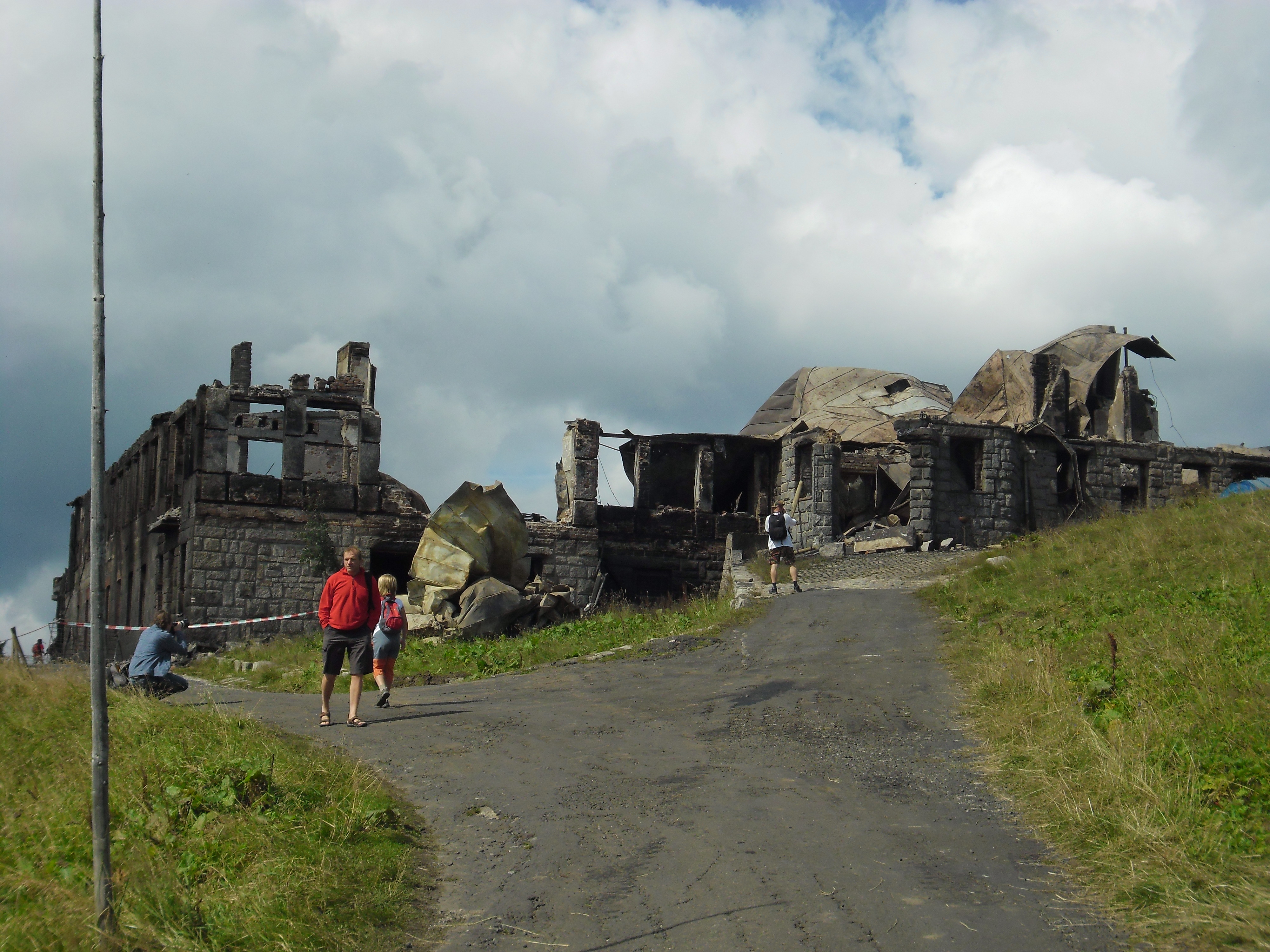
Trosky bývalé hlavní budovy 3. 8. 2011

Spekulace o majitelem iniciovaném žhářství však důrazně odmítl zástupce vlastníka Karel Janda a dokonce hrozil trestním oznámením na toho, kdo by takové teorie šířil. Sám nechtěl o příčinách požáru spekulovat, ale řekl, že nevěří, že by Petrovku někdo zapálil. Podle něj objekt nebyl pojištěný, po majetkové stránce měl totiž nulovou hodnotu: „Jeho hodnota byla především historická, nyní musíme vymyslet nový plán, jak Petrovu boudu obnovit,“ řekl pro ČTK. Odmítl také souvislost požáru s faktem, že měli již pouze dva měsíce na to, aby s rekonstrukcí začali. Policejní vyšetřování nakonec neprokázalo úmyslné zapálení a nenalezlo viníka požáru, už v září 2011 proto policie případ odložila s tím, že v případě zjištění nových skutečností ho může kdykoliv otevřít.
Za špatnou péči o Petrovu boudu v době od května 2010 do 1. srpna 2011, kdy se již o věc zajímaly úřady a majitele urgovaly o nápravu, nakonec v květnu 2012 dostal vlastník od Městského úřadu ve Vrchlabí pokutu ve výši 1 milionu korun, ovšem podal proti ní odvolání. Krajský úřad v Hradci Králové tedy v červenci 2011 pokutu zrušil – Pavel Mertlík z oddělení kultury KÚ to zdůvodnil tím, že MěÚ Vrchlabí dal tehdy majiteli lhůtu na odstranění závad do 30. září 2011 a když objekt vyhořel dříve, tak zkrátka vlastník už nemohl uložená opatření provést a „nebylo tak možné mu dokázat nečinnost.“ Vrchlabské úředníky toto prohlášení udivilo: „Podle něj bychom měli protokolárně dokázat, že vlastník objekt zanedbával. Bez úřednického protokolu jako by se ničeho nedopustil. Vždyť to bylo veřejně známé, že stavba byla naprosto zdevastovaná,“ prohlásil tajemník MěÚ Vrchlabí Pavel Řehák s tím, že MěÚ požádá o pomoc Ministerstvo kultury.
Na realitu rychle zareagovali i výrobci map a v nových výtiscích map Krkonoš objekt označují poznámkou "býv. Petrova bouda" bez symbolu ubytovacího zařízení, případně s ikonkou rozvaliny. Z budov fakticky zůstalo jen kamenné sklepení budovy A, základy budovy B a část budovy C.
Ve čtenářském hlasování internetového portálu iDNES.cz o stavbách, která zanikly v roce 2011 a čtenářům chybějí nejvíce, pak ještě Petrova bouda získala smutné prvenství v rámci Královéhradeckého kraje, když ji z 872 účastníků volilo 324 hlasujících (redakce nabídla čtenářům pět položek, každý mohl hlasovat pro dvě).

## Plánování obnovy stavby
Národní památkový ústav musel rozhodnout, zda Petrova bouda zůstane zapsána v seznamu kulturních památek a zda tedy majitel bude zákonem donucen postavit repliku původní stavby (a vybavit ji dochovaným mobiliářem). Jednání s památkáři se majitel nebránil, jednatele K. Jandu však možnost ponechání památkové ochrany překvapila. Dne 9. srpna 2011 tedy územní odborné pracoviště NPÚ Josefov vydalo vyjádření, kterým požaduje po Snowy Chalet s.r.o. stavbu repliky vyhořelého objektu. Jednatel K. Janda prohlásil, že s památkáři hodlá spolupracovat, ale že prioritou je zajistit místo požáru. Týden poté se nejprve na MěÚ Špindlerův Mlýn, poté přímo u trosek Petrovy boudy sešli zástupci majitele s památkáři a pracovníky KRNAPu a dohodli se na co nejrychlejším odklizení zbytků Petrovy boudy, které by se mělo stihnout do zimy. Protože památkáři odmítli vyškrtnout Petrovu boudu ze seznamu kulturních památek, musel ještě ruiny posoudit statik kvůli určení zachovatelných částí budov pro stavbu repliky.
Jednatel K. Janda pak v jednom z dalších rozhovorů potvrdil, že se skutečně připravuje výstavba nové horské boudy na témže místě, přičemž o její podobě budou jednat s památkáři i Správou KRNAPu: „Měla by nabízet turistům možnost občerstvení i ubytovací kapacity, počet lůžek by byl však rozhodně menší než na původní boudě.“ Za optimální řešení považoval stavbu v původním stylu, jejíž součástí bude hotel o nejvýše padesáti lůžkách, který by měl šanci ekonomicky přežít. Shodu s památkáři se však najít nepodařilo, protože ti trvali na replice původního objektu, aby i při použití nových materiálů novostavba vypadala jako původní Petrova bouda. Záměr NPÚ sdělil památkář Jiří Balský: „My říkáme majitelům, aby kladli důraz na základní objekty a verandy. Klidně zapomeňte na ten třetí objekt, který není tak důležitý.“ Památkářka Vladimíra Paterová to konkretizuje takto: „Chceme například, aby v nové stavbě zůstala zachována původní jídelna, která byla z památkového hlediska velmi cenná. Zachován by také měl být původní půdorys a propojení dvou hlavních objektů spojovací chodbou.“ Podle K. Jandy je to ale nemožné: „Nová stavba se nemusí stoprocentně podobat té původní. My naopak chceme postavit malou horskou chalupu s bistrem a s méně lůžky, než kolik měla původní stavba. Nepočítáme ani se zachováním té jídelny, to je neuživitelné.“
V říjnu 2011 majitel oznámil, že studie na obnovu boudy bude hotová nejpozději do konce roku, ve skutečnosti se tak ale stalo až téměř rok po požáru. Až 21. června 2012 totiž Lucie Horčičková, zástupkyně vlastníka boudy, předvedla novinářům projekt volně kopírující původní styl: dvoupatrový kvádr s plochou střechou na místě někdejší „budovy A“, s nenáročným provozem ve stylu skandinávských bud, kde provoz zajišťuje minimum personálu, aby ubytování bylo cenově dostupné pro běžné turisty, nikoliv pro náročnou hotelovou klientelu: „V prvním patře bude ubytovna pro zhruba patnáct lidí s palandami a samoobslužný bufet. Lidé tam budou spát ve spacácích, bude také možnost si spacák na místě půjčit. Bude tam také prodejna základních potravin. (...) Ve druhém patře plánujeme ubytovnu pro zhruba dvacet nebo pětadvacet lidí se společenskou místností.“ Celková ubytovací kapacita tedy měla být okolo 40 míst. NPÚ v Josefově však žádal původní unikátní styl rozložení a velikosti staveb, nikoliv nově navrhovanou malou boudu: „Architekt také řekl, že by taková stavba nebyla přínosem pro Krkonoše. Je to běžná novostavba, ale ne obnova poškozené kulturní památky.“ L. Horčičková ovšem namítala, že větší objekt by se zde neuživil..
Do doby, než bude jasno o nové stavbě, tak památkáři po majiteli chtěli alespoň lepší zabezpečení torza tak, „aby se zpomalilo chátrání“, protože například přes část ruiny si našla cestu voda a tekl tudy horský potůček.

## Debaty o obnově
Jiný, poněkud extrémní názor ovšem projevila Radomíra Sedláková z katedry architektury stavební fakulty ČVUT: podle ní je divné, pokud někdo koupí budovu se záměrem ji zbourat a postavit jinou, a i proto by patrně bylo nejčestnějším řešením využít živelní katastrofy a nestavět už na tomto místě nic.
S tímto postojem nezůstala sama: akademický architekt Václav Červenka dokonce v srpnu 2011 sepsal petici, ve které se zasazuje o neobnovování Petrovy boudy z krajinotvorných hledisek. Odůvodňuje to mimo jiné tím, že "(...) v průběhu dvacátého století shořelo a zůstalo bez náhrady řada výstavných horských domů v podobně exponovaných polohách, aniž byly nahrazeny (Bouda prince Jindřicha, Obří bouda, Rennerova bouda). Vždy dostalo přednost zachování horské přírody. Hodnota místa, kterému se vrátí jeho přírodní podoba, vysoko převyšuje hodnotu stavby, která by na něm stála." - tato petice je umístěna na internetu a je možné ji podepsat i elektronicky, ale ke konci listopadu 2011 měla pouze 55 signatářů.

## Stavba nového komplexu
V létě 2014 došlo k průlomu v jednáních majitele s památkáři poté, co ředitel NPÚ Jiří Balský svolal odbornou komisi k posouzení nového projektu: „Památková rada nám doporučila, abychom předložený projekt respektovali. Doporučili nám být oběma nohama na zemi a nebýt v požadavcích úplní maximalisti. Musíme uvážit i to, v jakých podmínkách a za jakých okolností se má budova obnovovat.“ Koncem srpna 2014 proto NPÚ souhlasil s novým projektem (podmíněným drobnými architektonickými úpravami) a stal se tak poslední úřední instancí, jejíž souhlasné stanovisko bylo potřeba. V lednu 2015 pak byla oznámena definitivní shoda investora s úřady na budoucí podobě boudy, která bude o něco menší než před požárem a bude vycházet z nejstarší podoby Petrovy boudy z roku 1887. Projekt za 100 milionů korun počítal s tím, že komplex bude složen ze dvou budov, bude využívat současné technologie a vysoce kvalitní materiály vhodné a obvyklé do podmínek hřebenů Krkonoš (kombinace kamene, „termodřeva“ a měděné patinované střešní krytiny) a bude dokončen do dvou let od uvažovaného získání stavebního povolení v květnu 2015. Nová chata s ubytovací kapacitou 50 osob by měla fungovat částečně samoobslužně.

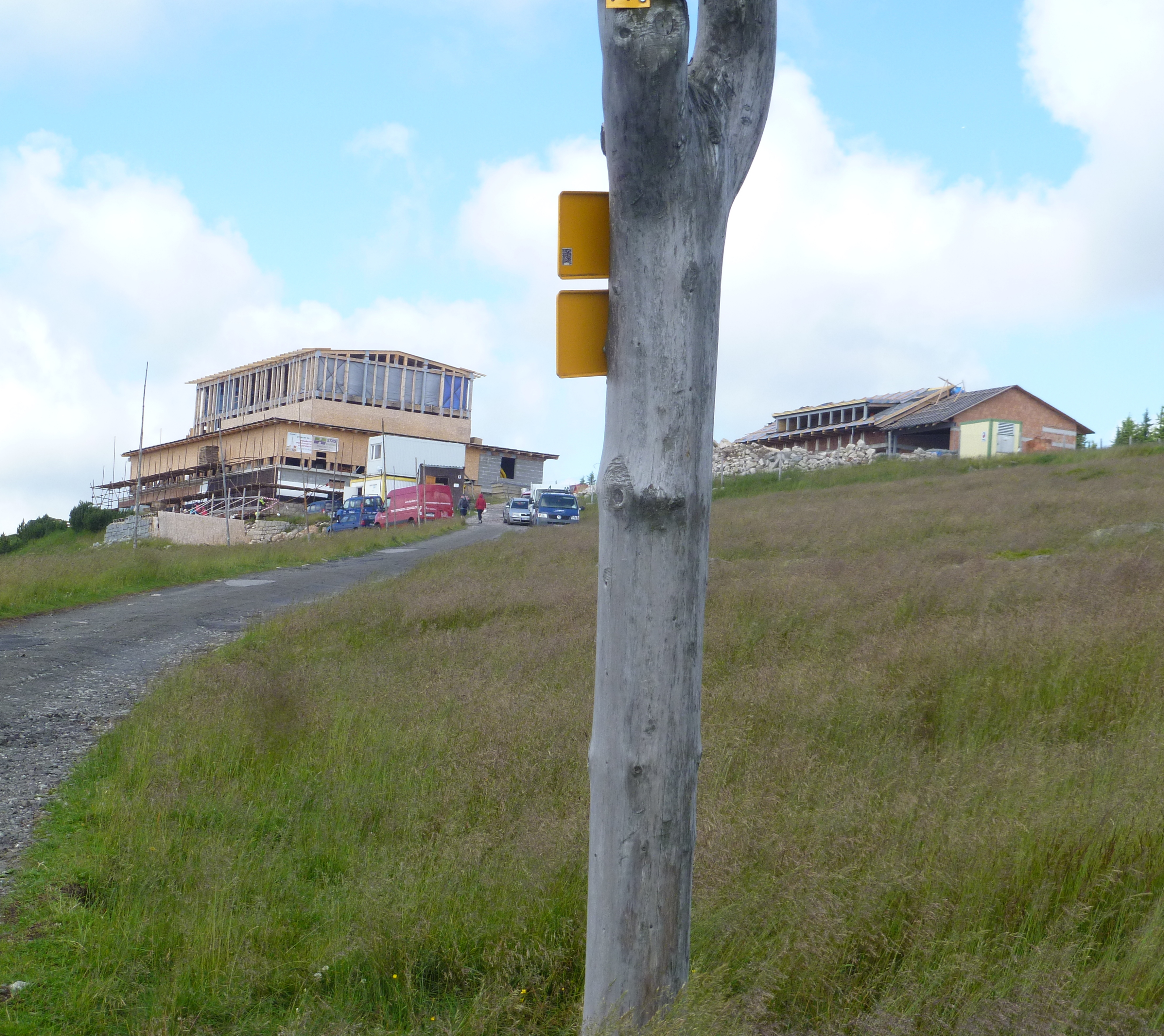
Postup výstavby repliky 12. 7. 2017

Stavební povolení, které vydal Městský úřad ve Špindlerově Mlýně, nakonec nabylo právní moci až 29. 9. 2015. Společnost Snowy Chalet už tehdy oznámil výrazné posunutí termínů, tedy že stavbu hodlá dokončit do konce roku 2019 a bude stát zhruba 120 milionů korun. Investor pak začal fakticky s pracemi až koncem května 2016, podle jednatele Martina Havlíka se do července 2016 stihla vybudovat dočasná trafostanice (kvůli nutné demolici původního technického objektu), základy budov a osazení stavebního jeřábu. Do začátku zimy pak chtěli dokončit hrubou stavbu obou budov s tím, že roce 2017 by měly probíhat jemnější stavební práce (rozvody sítí, omítky, fasády) a v roce 2018 a 2019 finalizace včetně terénních úprav. I tento plán ale nabral skluz, v listopadu 2016 byly stavební práce na hlavní budově zastaveny těsně před zdvihnutím posledního podlaží a staveniště zabezpečeno jednak proti počasí (provizorním zastřešením a zakrytím budoucích oken a dveří), jednak aby nemohlo ohrožovat případné turisty (sklizením staveniště a odstraněním stavebního oplocení). V červnu 2017 už práce znovu běžely naplno, bylo vystavěno poslední patro hlavní budovy, betonovaly se a zdily další nosné konstrukce a kameníci obezdívali sokly. V červenci 2017 už probíhala stavba schodišť a montáž instalací, započalo se s finálním oplášťováním budov a na podzim 2017 již bylo kompletně osazeno jak dřevěné deštění, tak i všechna okna a vnější dveře tak, aby byly budovy finálně zabezpečeny proti počasí. V říjnu 2017 tak již mají stavby téměř definitivní podobu.
Stavba byla zkolaudována v únoru 2020 a stála celkem i s vybavením asi 180 milionů korun. Kapacita celého horského komplexu je 60 lidí. V hlavní budově se nachází restaurace, šest apartmánů, turistická noclehárna pro 12 lidí, wellness a technické zázemí. V menší budově nazývané Ovčárna je samostatná ubytovací jednotka pro 12 lidí se čtyřmi koupelnami, saunou a kompletně vybavenou kuchyní.